# 萨利尼亚克德米朗博
萨利尼亚克-德米朗博（法語：Salignac-de-Mirambeau，法語發音：[saliɲak də miʁɑ̃bo]）是法国滨海夏朗德省的一个市镇，位于该省南部偏东，属于容扎克区。

## 地理
萨利尼亚克-德米朗博（45°20'43"N, 0°28'58"W）面积7.56 平方千米，位于法国新阿基坦大区滨海夏朗德省，该省份为法国西部滨海省份，北起旺代省，西临大西洋，南至吉倫特省，东南接多爾多涅省，东北接德塞夫勒省接壤，东临夏朗德省。
与萨利尼亚克-德米朗博接壤的市镇（或旧市镇、城区）包括：阿居代勒、阿拉博卡日、库皮尼亚克、鲁菲尼亚克、苏布朗、维勒克萨维耶。
萨利尼亚克-德米朗博的时区为UTC+01:00、UTC+02:00（夏令时）。

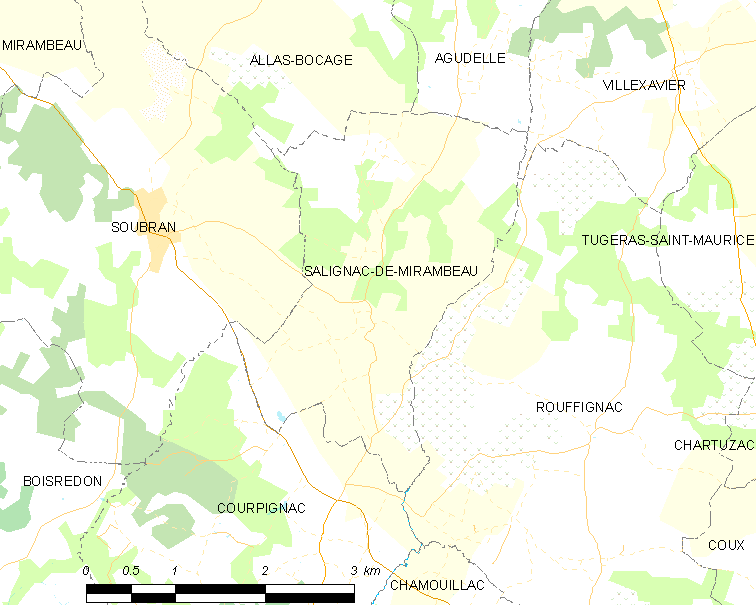
萨利尼亚克-德米朗博的OSM定位图

## 行政
萨利尼亚克-德米朗博的邮政编码为17130，INSEE市镇编码为17417。

## 政治
萨利尼亚克-德米朗博所属的省级选区为蓬镇县。

## 人口

1962-2008年间萨利尼亚克-德米朗博人口变化图示

萨利尼亚克-德米朗博于2022年1月1日时的人口数量为164人。